# 克拉莉莎·拉里西
克拉莉莎·拉里西（英語：Clarissa Larisey；/kʰləˈɹɪsə ˈlæɹəsi/；1999年7月2日—）是一名加拿大足球員，在場上司職前鋒。

## 生平

### 俱樂部生涯
2023年1月，拉里西加盟瑞典超級聯賽球隊赫肯。3月5日，她在對陣韋克舍的瑞典盃比賽中完成盃賽首秀。；3月26日，她在對陣宇哥登的比賽中完成聯賽首秀。5月19日，她在對陣林雪平的比賽中攻入一球，協助赫肯以3-0擊敗林雪平。

### 國家隊生涯
拉里西在2022年8月第一次入選加拿大女足大名單，隨隊出征對澳大利亞的兩場友誼賽。9月3日，她在對陣澳大利亞的比賽的第78分鐘替換阿德里安娜·利昂上場，完成大國家隊首秀。不久後拉里西再次入選大名單，隨隊參加分別對阿根廷和摩洛哥的兩場友誼賽。10月6日，她在對戰阿根廷的比賽中獻上個人首次國家隊助攻。四天之後的10月10日，她在對戰摩洛哥的比賽中攻入個人第一個大國家隊入球

### 榮譽
- 蘇格蘭足總盃（英语：Scottish Women's Cup）：2021-2022
- 蘇格蘭女子超級聯賽盃（英语：Scottish Women's Premier League Cup）：2021-2022